# Нёв-Мезон (Эна)
Нёв-Мезо́н (фр. Neuve-Maison) — коммуна во Франции, находится в регионе Пикардия. Департамент коммуны — Эна. Входит в состав кантона Ирсон. Округ коммуны — Вервен.
Код INSEE коммуны — 02544.

## Население
Население коммуны на 2010 год составляло 616 человек.
| 1962 | 1968 | 1975 | 1982 | 1990 | 1999 | 2010 |
| ---- | ---- | ---- | ---- | ---- | ---- | ---- |
| 526  | 487  | 482  | 512  | 669  | 617  | 616  |

## Экономика
В 2010 году среди 408 человек трудоспособного возраста (15—64 лет) 301 были экономически активными, 107 — неактивными (показатель активности — 73,8 %, в 1999 году было 66,9 %). Из 301 активных жителей работали 254 человека (130 мужчин и 124 женщины), безработных было 47 (27 мужчин и 20 женщин). Среди 107 неактивных 24 человека были учениками или студентами, 42 — пенсионерами, 41 были неактивными по другим причинам.